# Selección de hockey sobre patines de Ecuador
La Selección de hockey sobre patines de Ecuador es el equipo formado por jugadores de nacionalidad ecuatoriana que representa a la Federación Ecuatoriana de Hockey Patín en las competiciones internacionales organizadas por la FIRS (Campeonato del Mundo), la CPRS (Campeonato Panamericano) y la CSP (Campeonato Sudamericano y Copa América ).

## Selección ecuatoriana en 2010
| - Juan Rodríguez (p) - Alex Amaya (p) - Eduardo Rodríguez - Jimmy Butman - Fernando Loaiza |  | - Ricardo Pérez - Israel Maridueña - José Ojeda - Enrique Orrantia |  |  |

- Seleccionador: Sergi Punset

## Historial
| Año  | Sede      | Competición                  | Equipos | PJ | PG | PE | PP | Posición |
| ---- | --------- | ---------------------------- | ------- | -- | -- | -- | -- | -------- |
| 1981 | Maldonado | XIII Campeonato Sudamericano | 5       | 4  | 0  | 1  | 3  | 5        |
| 1985 | Medellín  | Torneo amistoso panamericano | 3       | 2  | 0  | 0  | 2  | 3        |
| 1988 | Bogotá    | III Campeonato Mundial B     | 12      | 10 | 4  | 1  | 5  | 10       |
| 2010 | Vich      | III Copa América             | 10      | 5  | 1  | 0  | 4  | 8        |

- Datos: Q6124184